# Terebra montgomeryi
Terebra montgomeryi é uma espécie de gastrópode do gênero Terebra, pertencente a família Terebridae.